# Тоні Йока
Тоні Йока (фр. Tony Yoka, нар. 28 квітня 1992, Париж, Франція) — французький професійний боксер, який виступає у важкій ваговій категорії, олімпійський чемпіон 2016 року, чемпіон світу 2015 року, бронзовий призер Європейських ігор 2015 року. Учасник Олімпійських ігор 2012 та 2016.

## Любительська кар'єра

### Чемпіонат світу 2011
- 1/16 фіналу: Переміг Ясема Делаварі (Іран) - PTS (13-11)
- 1/8 фіналу: Програв Ерісланді Савону (Куба) - KO

### Олімпійські ігри 2012
- 1/8 фіналу: Програв Сімону Кіну (Канада) - PTS (16-16)

### Чемпіонат світу 2013
- 1/16 фіналу: Програв Роберто Каммарелле (Італія) - PTS (0-3)

### Чемпіонат світу 2015
- 1/8 фіналу: Переміг Вонга Чібао (Китай) - PTS (3-0)
- 1/4 фіналу: Переміг Філіпа Хрговича (Хорватія) - PTS (2-1)
- 1/2 фіналу: Переміг Джозефа Джойса (Велика Британія) - PTS (3-0)
- Фінал:Переміг Івана Дичка (Казахстан)- PTS (3-0)

### Олімпійські ігри 2016
- 1/8 фіналу: Переміг Клейтона Лорента (Американські Віргінські Острови) - PTS (3-0)
- 1/4 фіналу: Переміг Хуссейна Ішаїша (Йорданія)- PTS (3-0)
- 1/2 фіналу: Переміг Філіпа Хрговича (Хорватія) - PTS (2-1)
- Фінал:Переміг Джозефа Джойса (Велика Британія) - PTS (2-1)

## Професійна кар'єра
Перейшовши до професійного боксу Тоні Йока впродовж 2017—2021 років провів 11 переможних боїв, але 14 травня 2022 року зазнав несподіваної поразки за очками від конголезця Мартіна Баколе Ілунга, який у ході підготовки до бою з французом незадовго до того був спаринг-партнером чемпіона світу Тайсона Ф'юрі, який готувався до бою з Ділліаном Вайтом.

### Таблиця боїв
| 12 Перемог (10 нокаутом, 2 за рішенням суддів), 3 Поразки (0 нокаутом, 3 за рішенням суддів) |        |                      |        |               |                   |                                      |                                                                    |
| Результат                                                                                    | Рекорд | Суперник             | Спосіб | Раунд, час    | Дата              | Місце проведення                     | Примітки                                                           |
| План                                                                                         |        |                      |        | (8)           | 7 вересня 2024    | Brentwood Centre, Брентвуд           |                                                                    |
| Перемога                                                                                     | 12-3   | Амін Бусетта         | TKO    | 4 (8), 2:07   | 27 липня 2024     | STolworth Recreation Centre, Толворт |                                                                    |
| Поразка                                                                                      | 11-3   | Ріад Мері            | UD     | 10            | 9 грудня 2023     | Stade Roland Garros, Париж           |                                                                    |
| Поразка                                                                                      | 11-2   | Карлос Такам         | SD     | 10            | 11 березня 2023   | Accord Hotels Arena, Париж           |                                                                    |
| Поразка                                                                                      | 11-1   | Мартін Баколе Ілунга | MD     | 10            | 14 травня 2022    | Accord Hotels Arena, Париж           |                                                                    |
| Перемога                                                                                     | 11-0   | Петар Мілаш          | TKO    | 7 (10), 2:59  | 10 вересня 2021   | Stade Roland Garros, Париж           |                                                                    |
| Перемога                                                                                     | 10-0   | Жоель Тамбве Джейко  | TKO    | 12 (12), 2:59 | 5 березня 2021    | H Arena, Нант                        | Виграв вакантний титул чемпіона Європейського Союзу у важкій вазі. |
| Перемога                                                                                     | 9-0    | Крістіан Хаммер      | UD     | 10            | 27 листопада 2020 | H Arena, Нант                        |                                                                    |
| Перемога                                                                                     | 8-0    | Жоанн Дюопа          | TKO    | 1 (12), 2:45  | 25 вересня 2020   | «Paris la Défense Arena», Париж      |                                                                    |
| Перемога                                                                                     | 7-0    | Мікаель Волліш       | TKO    | 3 (10), 1:17  | 28 вересня 2019   | Palais des Sports de Beaulieu, Нант  |                                                                    |
| Перемога                                                                                     | 6-0    | Олександр Димитренко | TKO    | 3 (10), 1:27  | 13 липня 2019     | Azur Arena Antibes, Антіб            |                                                                    |
| Перемога                                                                                     | 5-0    | Дейв Аллен           | TKO    | 10 (10), 0:43 | 23 червня 2018    | Palais des Sports, Париж             |                                                                    |
| Перемога                                                                                     | 4-0    | Сіріль Леонет        | TKO    | 5 (10), 2:21  | 7 квітня 2018     | Palais des Sports, Париж             |                                                                    |
| Перемога                                                                                     | 3-0    | Алі Багуз            | TKO    | 2 (8)         | 16 грудня 2017    | La Seine Musicale, Булонь-Біянкур    |                                                                    |
| Перемога                                                                                     | 2-0    | Джонатан Ріс         | UD     | 6             | 14 жовтня 2017    | Zénith Paris, Париж                  |                                                                    |
| Перемога                                                                                     | 1-0    | Тревіс Кларк         | TKO    | 2 (6), 0:59   | 2 червня 2017     | Palais des Sports, Париж             |                                                                    |